# پل ارسکین
پل ارسکین (به انگلیسی: Erskine Bridge) یک پل کابلی با شاه‌تیرهای جعبه‌ای است که روی رود کلاید در اسکاتلند ساخته‌شده است. این پل دونبارتونشر غربی را به رنفروشر متصل می‌کند و وسایل موتوری، دوچرخه‌سوارها و عابرین پیاده می‌توانند از آن استفاده کنند. این پل بخشی از جاده آ۸۹۸ است.

## خودکشی
|                                                               |  |  |
| (چپ)نرده‌ها پیش از ارتقاء دادن (راست) نرده‌ها پس از ارتقاء دادن |  |  |

این پل یکی از پرجاذبه‌ترین نقاط خودکشی در اسکاتلند است. تخمین زده‌شده است که بیش از ۱۵ تن هرسال در این مکان دست به خودکشی می‌زنند. آمار بالای خودکشی سبب‌شده است سازمان خیریه ساماریتان چندین علامت و کیوسک تلفن برای جلوگیری از خودکشی افراد در این پل نصب کند. بحث درباره این پل در رسانه‌ها پس از خودکشی دو دختر نوجوان دوباره داغ شد. در سپتامبر ۲۰۱۱ میلادی ساخت و ساز برای نصب نرده ضد خودکشی روی این پل آغاز شد. هزینه نهایی نصب  نرده ضد خودکشی ۳/۵ میلیون پوند بود.